# Lovanium (film)
Pour plus de détails, voir Fiche technique et Distribution.
Lovanium est un film documentaire belge réalisé en 1959.

## Synopsis
En 1954, sur le plateau Moamba près de Léopoldville, l’université catholique de Louvain a fait construire l’université interraciale de Lovanium. Le film suit la construction du complexe (villas des professeurs, dortoirs pour étudiants, bâtiments facultaires). Il expose également le type d’enseignement donné, ainsi que les infrastructures prévues à cet effet (laboratoires, ateliers, salles de loisirs et restaurant universitaire).

## Fiche technique
- Réalisation : Gérard De Boe
- Production : Productions GDB
- Image : François Rents, Robert Carmet, Freddy Rents